# William Henry Keeler
William Henry Keeler, ameriški rimskokatoliški duhovnik, škof in kardinal, * 4. marec 1931, San Antonio, Teksas, † 23. marec 2017, Catonsville.

## Življenjepis
17. julija 1955 je prejel duhovniško posvečenje.
24. julija 1979 je bil imenovan za pomožnega škofa Harrisburga in za naslovnega škofa Ulciniuma; 21. septembra istega leta je prejel škofovsko posvečenje.
10. novembra 1983 je postal škof Harrisburga; škofovsko ustoličenje je potekalo 4. januarja 1984.
11. aprila 1989 je bil imenovan za nadškofa Baltimora; ustoličen je bil 23. maja istega leta.
26. novembra 1994 je bil povzdignjen v kardinala in imenovan za kardinal-duhovnika S. Maria degli Angeli.
Med 16. septembrom 2003 in 31. marcem 2004 je bil apostolski administrator Richmonda.